# 7143 Харамура
7143 Харамура (7143 Haramura) — астероїд головного поясу, відкритий 17 листопада 1995 року.
Тіссеранів параметр щодо Юпітера — 3,154.